# David Dorfman
David Benjamin Dorfman (New York, 7 febbraio 1993) è un attore statunitense.

## Carriera
Ha interpretato Aidan nei due film The Ring e The Ring 2.
Tra i film a cui ha preso parte: Bounce (2000) e l'horror Non aprite quella porta (2003) con Jessica Biel.
Nel 2005 Dorfman ha ricevuto una candidatura agli Young Artist Awards.

## Filmografia

### Cinema
- Galaxy Quest, regia di Dean Parisot (1999)
- Panic, regia di Henry Bromell (2000)
- Bounce, regia di Don Roos (2000)
- The Ring, regia di Gore Verbinski (2002)
- La regola delle 100 miglia (100 Mile Rule), regia di Brent Huff (2002)
- The Singing Detective, regia di Keith Gordon (2003)
- Non aprite quella porta (The Texas Chainsaw Massacre), regia di Marcus Nispel (2003)
- The Ring 2, regia di Hideo Nakata (2005)
- Drillbit Taylor - Bodyguard in saldo (Drillbit Taylor), regia di Steven Brill (2008)

### Televisione
- Cenerentola a New York (Time of Your Life) - serie TV, 1 episodio (1999)
- Un amore invisibile (Invisible Child), regia di Joan Micklin Silver - film TV (1999)
- Ally McBeal - serie TV, episodio 4x12 (2001)
- In tribunale con Lynn (Family Law) - serie TV, 57 episodi (2000-2002)
- Viaggio nel mondo che non c'è (A Wrinkle in Time), regia di John Kent Harrison – film TV (2003)
- Joan of Arcadia - serie TV, episodi 1x07, 1x12 e 2x22 (2003-2005)
- Ghost Whisperer - Presenze (Ghost Whisperer) - serie TV, episodio 1x17 (2006)

## Doppiatori italiani
Nelle versioni in italiano delle opere in cui ha recitato, David Dorfman è stato doppiato da:
- Alessandro Mottini in The Ring, The Ring 2
- Erica Necci in Bounce
- Niccolò Ward in La regola delle 100 miglia
- Jacopo Bonanni in Non aprite quella porta
- Jacopo Castagna in Drillbit Taylor - Bodyguard in saldo